# Liste der Wappen in Piemont
Die Liste der Wappen in Piemont zeigt die Wappen der Provinzen bzw. Metropolitanstädte der Region Piemont der Republik Italien. In dieser Liste sind die Wappen jeweils mit einem Link auf den Artikel über die Provinz und mit einem Link auf die Liste der Wappen der Orte in dieser Provinz angezeigt.

## Wappen Piemonts

Wappen Piemonts
Lage von Piemont

## Wappen der Provinzen und Metropolitanstädte der Region Piemont

Provinz Alessandria (Wappen der Orte A – L) (Wappen der Orte M – Z)
Provinz Asti (Wappen der Orte)
Provinz Biella (Wappen der Orte)
Provinz Cuneo (Wappen der Orte A – Me) (Wappen der Orte Mo – Z)
Provinz Novara (Wappen der Orte)
Metropolitanstadt Turin (Wappen der Orte A – E) (Wappen der Orte F – Q) (Wappen der Orte R – Z)
Provinz Verbano-Cusio-Ossola (Wappen der Orte)
Provinz Vercelli (Wappen der Orte)